# After Bathing at Baxter’s
Az After Bathing at Baxter’s a Jefferson Airplane harmadik albuma. 1967. november 27-én jelent meg. Előző albumuktól, a Surrealistic Pillowtól eltérően ezt már igazi pszichedelikus rocknak tartják, mivel ezen már nincsenek olyan tipikus popdalok, mint amilyen például a Somebody to Love volt. Az After Bathing at Baxter’s fordulópontnak bizonyult az együttes pályáján, mert hangzásuk egyre keményebbé vált. Jorma Kaukonen gitárja a korábbiakhoz képest mind hangerőben, mind fontosságban előtérbe került.
A zenei stílusváltást tükrözik az albumot alkotó többrészes tételek és a korábbiaknál hosszabb, kísérletező jellegű dalok. Előbbire példa a kilencperces, instrumentális Spare Chaynge, ami szerkezetét tekintve a Pink Floyd Interstellar Overdrive című dalára hasonlít. Grace Slick szokatlan hangzású, emelkedett hangulatú dala, a rejoyce tiszteletadás James Joyce Ulyssese előtt. Az album dalainak hangzása és a dalszövegek egyértelműen utalnak az együttes tagjainak LSD-fogyasztására. A borítót Ron Cobb tervezte.

## Az album dalai

### Első oldal
Streetmasse
1. The Ballad of You & Me & Pooneil (Paul Kantner) – 4:29
2. A Small Package of Value Will Come to You, Shortly (Spencer Dryden/Gary Blackman/Bill Thompson) – 1:39
3. Young Girl Sunday Blues (Marty Balin/Paul Kantner) – 3:33

The War is Over
1. Martha (Paul Kantner) – 3:26
2. Wild Tyme (Paul Kantner) – 3:08

Hymn to an Older Generation
1. The Last Wall of the Castle (Jorma Kaukonen) – 2:40
2. rejoyce (Grace Slick) – 4:01

### Második oldal
How Suite It Is
1. Watch Her Ride (Paul Kantner) – 3:11
2. Spare Chaynge (Jack Casady/Jorma Kaukonen/Spencer Dryden) – 9:12

Shizoforest Love Suite
1. Two Heads (Grace Slick) – 3:10
2. Won't You Try/Saturday Afternoon (Paul Kantner) – 5:09

### Új dalok a 2003-as kiadáson
1. The Ballad of You & Me & Pooneil (Long Version) (Live) (Paul Kantner) – 11:04
2. Martha (Mono Single Version) (Paul Kantner) – 3:26
3. Two Heads (Alternate Version) (Grace Slick) – 3:15
4. Things Are Better in the East (Demo Version) (Marty Balin) – 2:31
5. Young Girl Sunday Blues (instrumentális – rejtett) (Marty Balin/Paul Kantner) – 3:59

## Közreműködők
- Grace Slick – ének, zongora, orgona, furulya
- Paul Kantner – ritmusgitár, ének
- Jorma Kaukonen – szólógitár, szitár, ének
- Jack Casady – basszusgitár
- Spencer Dryden – dob, ütőhangszerek, rézfúvósok
- Marty Balin – ének, ritmusgitár
- Gary Blackman – szöveg
- Bill Thompson – szöveg

### Produkció
- Richie Schmitt – hangmérnök
- Ron Cobb – borítógrafika
- Alan Pappe – photography
- Jefferson Airplane – design
- Al Schmitt – producer